# Sadafmoch Tolibowa
Sadafmoch Tolibowa (belarussisch Садафмох Толібова; * 16. Juni 1996) ist eine ehemalige belarussische Tennisspielerin.

## Karriere
Tolibowa spielt hauptsächlich auf der ITF Women’s World Tennis Tour, auf der sie drei Doppeltitel gewinnen konnte. Ihre besten Weltranglistenpositionen erreichte sie mit Rang 542 im Einzel sowie Rang 620 im Doppel.
Ihr erstes Turnier als Tennisprofi bestritt Tolibowa im April 2011, ihren ersten Sieg auf dem ITF Women’s Circuit feierte sie im September 2013 in Antalya. Ihre bislang größten Erfolge im Einzel erzielte sie im April und Juni 2015 mit dem Erreichen der Endspiele der beiden $10.000-Turniere in Port El-Kantaoui und Telawi.

## Turniersiege

### Doppel
| Nr. | Datum              | Turnier          | Kategorie   | Belag     | Partnerin        | Finalgegnerinnen                       | Ergebnis         |
| --- | ------------------ | ---------------- | ----------- | --------- | ---------------- | -------------------------------------- | ---------------- |
| 1.  | 15. Mai 2015       | Akko             | ITF $10.000 | Hartplatz | Helene Scholsen  | Vlada Ekshibarova Darja Lodikowa       | 6:1, 6:1         |
| 2.  | 19. September 2015 | Port El-Kantaoui | ITF $10.000 | Hartplatz | Manon Arcangioli | Olga Doroschina Margarita Lazarewa     | 3:6, 6:3, [10:6] |
| 3.  | 26. Mai 2016       | Baku             | ITF $10.000 | Hartplatz | Melis Sezer      | Ralina Kalimullina Anastasija Nefedowa | 6:0, 7:5         |